# Velika nagrada Velike Britanije 1950
Velika nagrada Velike Britanije 1950 je bila prva dirka Svetovnega prvenstva Formule 1 v sezoni 1950. Odvijala se je 13. maja 1950.

## Prijavljeni
| Št | Dirkač                | Moštvo                        | Konstruktor | Šasija                  | Motor          | Gume |
| -- | --------------------- | ----------------------------- | ----------- | ----------------------- | -------------- | ---- |
| 1  | Juan Manuel Fangio    | SA Alfa Romeo                 | Alfa Romeo  | Alfa Romeo 158          | Alfa Romeo L8s | P    |
| 2  | Nino Farina           | SA Alfa Romeo                 | Alfa Romeo  | Alfa Romeo 158          | Alfa Romeo L8s | P    |
| 3  | Luigi Fagioli         | SA Alfa Romeo                 | Alfa Romeo  | Alfa Romeo 158          | Alfa Romeo L8s | P    |
| 4  | Reg Parnell           | SA Alfa Romeo                 | Alfa Romeo  | Alfa Romeo 158          | Alfa Romeo L8s | P    |
| 5  | David Murray          | Scuderia Ambrosiana           | Maserati    | Maserati 4CLT-48        | Maserati L4s   | D    |
| 6  | David Hampshire       | Scuderia Ambrosiana           | Maserati    | Maserati 4CLT-48        | Maserati L4s   | D    |
| 8  | Leslie Johnson        | Taso Mathieson                | ERA         | ERA E                   | ERA L6s        | D    |
| 9  | Peter Walker          | Privatnik                     | ERA         | ERA E                   | ERA L6s        | D    |
| 10 | Joe Fry               | Privatnik                     | Maserati    | Maserati 4CL            | Maserati L4s   | D    |
| 11 | Cuth Harrison         | Privatnik                     | ERA         | ERA B                   | ERA L6s        | D    |
| 12 | Bob Gerard            | Privatnik                     | ERA         | ERA B/C                 | ERA L6s        | D    |
| 14 | Yves Giraud Cabantous | Automobiles Talbot-Darracq SA | Talbot-Lago | Talbot-Lago T26C-DA     | Talbot L6      | D    |
| 15 | Louis Rosier          | Ecurie Rosier                 | Talbot-Lago | Talbot-Lago T26C        | Talbot L6      | D    |
| 16 | Philippe Étancelin    | Privatnik                     | Talbot-Lago | Talbot-Lago T26C        | Talbot L6      | D    |
| 17 | Eugene Martin         | Automobiles Talbot-Darracq SA | Talbot-Lago | Talbot-Lago T26C-DA     | Talbot L6      | D    |
| 18 | Johnny Claes          | Ecurie Belge                  | Talbot-Lago | Talbot-Lago T26C        | Talbot L6      | D    |
| 19 | Louis Chiron          | Officine Alfieri Maserati     | Maserati    | Maserati 4CLT-48        | Maserati L4s   | P    |
| 20 | Toulo de Graffenried  | Enrico Platé                  | Maserati    | Maserati 4CLT-48        | Maserati L4s   | P    |
| 21 | Princ Bira            | Enrico Platé                  | Maserati    | Maserati 4CLT-48        | Maserati L4s   | P    |
| 22 | Felice Bonetto        | Scuderia Milano               | Maserati    | Maserati Milano 4CLT-50 | Maserati L4s   | P    |
| 23 | Joe Kelly             | Privatnik                     | Alta        | Alta GP                 | Alta L4s       | D    |
| 24 | Geoff Crossley        | Privatnik                     | Alta        | Alta GP                 | Alta L4s       | D    |

## Rezultati

### Kvalifikacije
| Poz | Št | Dirkač                | Konstruktor        | Čas       | Zaostanek |
| --- | -- | --------------------- | ------------------ | --------- | --------- |
| 1   | 2  | Nino Farina           | Alfa Romeo         | 1:50,8    | -         |
| 2   | 3  | Luigi Fagioli         | Alfa Romeo         | 1:51,0    | + 0,2     |
| 3   | 1  | Juan Manuel Fangio    | Alfa Romeo         | 1:51,2    | + 0,4     |
| 4   | 4  | Reg Parnell           | Alfa Romeo         | 1:52,2    | + 1,4     |
| 5   | 21 | Princ Bira            | Maserati           | 1:52,6    | + 1,8     |
| 6   | 14 | Yves Giraud Cabantous | Talbot-Lago-Talbot | 1:53,4    | + 2,6     |
| 7   | 17 | Eugene Martin         | Talbot-Lago-Talbot | 1:55,4    | + 4,6     |
| 8   | 20 | Toulo de Graffenried  | Maserati           | 1:55,8    | + 5,0     |
| 9   | 15 | Louis Rosier          | Talbot-Lago-Talbot | 1:56,0    | + 5,2     |
| 10  | 9  | Peter Walker          | ERA                | 1:56,6    | + 5,8     |
| 11  | 19 | Louis Chiron          | Maserati           | 1:56,6    | + 5,8     |
| 12  | 8  | Leslie Johnson        | ERA                | 1:57,4    | + 6,6     |
| 13  | 12 | Bob Gerard            | ERA                | 1:57,4    | + 6,6     |
| 14  | 16 | Philippe Étancelin    | Talbot-Lago-Talbot | 1:57,8    | + 7,0     |
| 15  | 11 | Cuth Harrison         | ERA                | 1:58,4    | + 7,6     |
| 16  | 6  | David Hampshire       | Maserati           | 2:01,0    | + 10,2    |
| 17  | 24 | Geoff Crossley        | Alta               | 2:02,6    | + 11,8    |
| 18  | 5  | David Murray          | Maserati           | 2:05,6    | + 14,8    |
| 19  | 23 | Joe Kelly             | Alta               | 2:06,2    | + 15,4    |
| 20  | 10 | Joe Fry               | Maserati           | 2:07,0    | + 16,2    |
| 21  | 18 | Johnny Claes          | Talbot-Lago-Talbot | 2:08,2    | + 17,4    |
| DNQ | 22 | Felice Bonetto        | Maserati           | brez časa | -         |

### Štartna vrsta
| Vrsta    | 4. poz.                   |                              | 3. poz.                  |                              | 2. poz.                   |                      | 1. poz.                     |
|          | Parnell Alfa Romeo 1:52,2 |                              | Fangio Alfa Romeo 1:51,2 |                              | Fagioli Alfa Romeo 1:51,0 |                      | Farina Alfa Romeo 1:50,8    |
| 2, vrsta |                           | 7, poz,                      |                          | 6, poz,                      |                           | 5, poz,              |                             |
|          |                           | Martin Talbot-Lago 1:55,4    |                          | Cabantous Talbot-Lago 1:53,4 |                           | Bira Maserati 1:52,6 |                             |
| 3, vrsta | 11, poz,                  |                              | 10, poz,                 |                              | 9, poz,                   |                      | 8, poz,                     |
|          | Chiron Maserati 1:56,6    |                              | Walker ERA 1:56,6        |                              | Rosier Talbot-Lago 1:56,0 |                      | Graffenried Maserati 1:55,8 |
| 4, vrsta |                           | 14, poz,                     |                          | 13, poz,                     |                           | 12, poz,             |                             |
|          |                           | Étancelin Talbot-Lago 1:57,8 |                          | Gerard ERA 1:57,4            |                           | Johnson ERA 1:57,4   |                             |
| 5, vrsta | 18, poz,                  |                              | 17, poz,                 |                              | 16, poz,                  |                      | 15, poz,                    |
|          | Murray Maserati 2:05,6    |                              | Crossley Alta 2:02,6     |                              | Hampshire Maserati 2:01,0 |                      | Harrison ERA 1:58,4         |
| 6, vrsta |                           | 21, poz,                     |                          | 20, poz,                     |                           | 19, poz,             |                             |
|          |                           | Claes Talbot-Lago 2:08,2     |                          | Fry Maserati 2:07,0          |                           | Kelly Alta 2:06,2    |                             |

### Dirka
| Poz | Št | Dirkač                     | Konstruktor        | Krogi | Čas/Odstop    | Št. m. | Toč |
| --- | -- | -------------------------- | ------------------ | ----- | ------------- | ------ | --- |
| 1   | 2  | Giuseppe Farina            | Alfa Romeo         | 70    | 2:13:23,6     | 1      | 9   |
| 2   | 3  | Luigi Fagioli              | Alfa Romeo         | 70    | + 2,6 s       | 2      | 6   |
| 3   | 4  | Reg Parnell                | Alfa Romeo         | 70    | + 52,0 s      | 4      | 4   |
| 4   | 14 | Yves Giraud-Cabantous      | Talbot-Lago-Talbot | 68    | +2 kroga      | 6      | 3   |
| 5   | 15 | Louis Rosier               | Talbot-Lago-Talbot | 68    | +2 kroga      | 9      | 2   |
| 6   | 12 | Bob Gerard                 | ERA                | 67    | +3 krogi      | 13     |     |
| 7   | 11 | Cuth Harrison              | ERA                | 67    | +3 krogi      | 15     |     |
| 8   | 16 | Philippe Étancelin         | Talbot-Lago-Talbot | 65    | +5 krogov     | 14     |     |
| 9   | 6  | David Hampshire            | Maserati           | 64    | +6 krogov     | 16     |     |
| 10  | 10 | Joe Fry Brian Shawe Taylor | Maserati           | 64    | +6 krogov     | 20     |     |
| 11  | 18 | Johnny Claes               | Talbot-Lago-Talbot | 64    | +6 krogov     | 21     |     |
| Ods | 1  | Juan Manuel Fangio         | Alfa Romeo         | 62    | Puščanje olja | 3      |     |
| NC  | 23 | Joe Kelly                  | Alta               | 57    | +13 krogov    | 19     |     |
| Ods | 21 | Princ Bira                 | Maserati           | 49    | Brez goriva   | 5      |     |
| Ods | 5  | David Murray               | Maserati           | 44    | Motor         | 18     |     |
| Ods | 24 | Geoff Crossley             | Alta               | 43    | Motor         | 17     |     |
| Ods | 20 | Toulo de Graffenried       | Maserati           | 36    | Motor         | 8      |     |
| Ods | 19 | Louis Chiron               | Maserati           | 26    | Sklopka       | 11     |     |
| Ods | 17 | Eugène Martin              | Talbot-Lago-Talbot | 8     | Pritisk olja  | 7      |     |
| Ods | 9  | Peter Walker Tony Rolt     | ERA                | 5     | Menjalnik     | 10     |     |
| Ods | 8  | Leslie Johnson             | ERA                | 2     | Komprosor     | 12     |     |

### Najhitrejši krogi
| Poz | Št | Dirkač                | Konstruktor        | Čas    | Zaostanek | Krog | Toč |
| --- | -- | --------------------- | ------------------ | ------ | --------- | ---- | --- |
| 1   | 2  | Nino Farina           | Alfa Romeo         | 1:50,6 | -         | 2    | 1   |
| 2   | 14 | Yves Giraud Cabantous | Talbot-Lago-Talbot | 1:53,4 | + 2,8     | 41   |     |
| 3   | 15 | Louis Rosier          | Talbot-Lago-Talbot | 1:55,4 | + 4,8     | 10   |     |
| 4   | 16 | Philippe Étancelin    | Talbot-Lago-Talbot | 1:57,4 | + 6,8     | 31   |     |
| 5   | 18 | Johnny Claes          | Talbot-Lago-Talbot | 2:08,8 | + 18,2    | 29   |     |